# Alfabeto oriya
El alfabeto oriya es el sistema de escritura alfasilábico utilizado para escribir el   idioma oriya (u odia), lengua oficial del estado de Odisha y una de las seis lenguas clásicas de la India. También se llama Utkala Lipi (en odia: ଉତ୍କଳ ଲିପି) o Utkalakshara (en odia: ଉତ୍କଳାକ୍ଷର). Como con otros, alfabetos bráhmicos el oriya se puede utilizar para transcribir otros idiomas, como el sánscrito, especialmente en Odisha. Está registrado al menos desde el siglo XIV. Como otras escrituras indias proviene del Brahmi a través del alfabeto kalinga.
La apariencia curvada de la escritura oriya se debe que era realizada en hojas de palma que tienden a rasgarse cuando se dibujan muchas líneas rectas.
En oriya todas las consonantes portan una vocal inherente. Los diacríticos (que aparecen encima, debajo o después de su consonante) se utilizan para cambiar la pronunciación de la vocal inherente. Cuando un sonido vocálico se encuentra al principio de una sílaba, se escribe con una letra independiente. Así mismo, cuando se juntan ciertas consonantes, se utilizan "letras conjuntas" (ligaduras) que amalgaman los rasgos esenciales de cada letra consonante.

## Alfabeto
"Oṛiyā is encumbered with the drawback of an excessively awkward and cumbrous written character. [...] At first glance, an Oṛiyā book seems to be all curves, and it takes a second look to notice that there is something inside each.
Lastra al oṛiyā sus rarísimos y aparatosos caracteres escritos. [...] A primera vista, un libro oriya parece que son solo curvas, hace falta una segunda mirada para darse cuenta de que hay algo dentro de cada uno.
 G.A. Grierson, Linguistic Survey of India, 1903

### Consonantes
Comparadas con otros alfabeto bráhmicos septentrionales:
|            | k | kh | g | gh | ṅ | c | ch | j | jh | ñ | ṭ | ṭh | ḍ | ḍh | ṇ | t | th | d | dh | n | p | ph | b | bh | m | ẏ,y | r | l,ḷ | w | ś | ṣ | s | h |
| ---------- | - | -- | - | -- | - | - | -- | - | -- | - | - | -- | - | -- | - | - | -- | - | -- | - | - | -- | - | -- | - | --- | - | --- | - | - | - | - | - |
| Oriya      | କ | ଖ  | ଗ | ଘ  | ଙ | ଚ | ଛ  | ଜ | ଝ  | ଞ | ଟ | ଠ  | ଡ | ଢ  | ଣ | ତ | ଥ  | ଦ | ଧ  | ନ | ପ | ଫ  | ବ | ଭ  | ମ | ଯ,ୟ | ର | ଲ,ଳ | ୱ | ଶ | ଷ | ସ | ହ |
| Bengalí    | ক | খ  | গ | ঘ  | ঙ | চ | ছ  | জ | ঝ  | ঞ | ট | ঠ  | ড | ঢ  | ণ | ত | থ  | দ | ধ  | ন | প | ফ  | ব | ভ  | ম | য,য় | র | ল   | - | শ | ষ | স | হ |
| Siddham    |   |    |   |    |   |   |    |   |    |   |   |    |   |    |   |   |    |   |    |   |   |    |   |    |   |     |   |     |   |   |   |   |   |
| Devanagari | क | ख  | ग | घ  | ङ | च | छ  | ज | झ  | ञ | ट | ठ  | ड | ढ  | ण | त | थ  | द | ध  | न | प | फ  | ब | भ  | म | य   | र | ल,ळ | व | श | ष | स | ह |

### Vocales independientes
Las vocales "ଇ" ("i"), "ଈ" ("ī"), "ଉ" ("u") y "ଊ" ("ū") se pronuncian de forma idéntica a la mayoría de los sonidos largos. Su existencia se debe a la influencia  del sánscrito y la etimología de las palabras en las que se utilizan.
| ଅ   | ଆ    | ଇ   | ଈ    | ଉ   | ଊ    | ଋ    | ୠ     | ଌ    | ୡ     | ଏ    | ଐ    | ଓ   | ଔ    |
| a   | ā    | i   | ī    | u   | ū    | r̥    | r̥̄     | l̥    | l̥̄     | e    | ai   | o   | au   |
| [ɔ] | [aː] | [i] | [iː] | [u] | [uː] | [ru] | [ruː] | [lu] | [luː] | [eː] | [ɔi̯] | [ɔ] | [ɔu̯] |

### Vocales inherentes
Como en otras escrituras abugida, las consonantes del oriya tienen vocales inherentes. Esta vocal se transcribe con una "a" pero se pronuncia [ɔ]. Su ausencia está indicada por un halanta (virāma):
Para las otras vocales, se utilizan signos diacríticos:
| କ    | କଁ    | କଂ     | କଃ     | କ୍   |
| ka   | kã   | kaṁ   | kaḥ   | k   |
| [kɔ] | [kɔ̃] | [kɔŋ] | [kɔh] | [k] |

## Unicode
El alfabbeto oriya fue añadido al estándar Unicode en octubre de 1991 con la versión 1.0.
El bloque Unicode para el oriya (odia) is U+0B00–U+0B7F:
| Oriya Official Unicode Consortium code chart (PDF)                                  |   |   |   |   |   |   |   |   |   |   |   |   |   |   |   |   |
|                                                                                     | 0 | 1 | 2 | 3 | 4 | 5 | 6 | 7 | 8 | 9 | A | B | C | D | E | F |
| U+0B0x                                                                              |   | ଁ  | ଂ  | ଃ  |   | ଅ | ଆ | ଇ | ଈ | ଉ | ଊ | ଋ | ଌ |   |   | ଏ |
| U+0B1x                                                                              | ଐ |   |   | ଓ | ଔ | କ | ଖ | ଗ | ଘ | ଙ | ଚ | ଛ | ଜ | ଝ | ଞ | ଟ |
| U+0B2x                                                                              | ଠ | ଡ | ଢ | ଣ | ତ | ଥ | ଦ | ଧ | ନ |   | ପ | ଫ | ବ | ଭ | ମ | ଯ |
| U+0B3x                                                                              | ର |   | ଲ | ଳ |   | ଵ | ଶ | ଷ | ସ | ହ |   |   | ଼  | ଽ | ା  | ି  |
| U+0B4x                                                                              | ୀ  | ୁ  | ୂ  | ୃ  | ୄ  |   |   | େ  | ୈ  |   |   | ୋ  | ୌ  | ୍  |   |   |
| U+0B5x                                                                              |   |   |   |   |   | ୕  | ୖ  | ୗ  |   |   |   |   | ଡ଼ | ଢ଼ |   | ୟ |
| U+0B6x                                                                              | ୠ | ୡ | ୢ  | ୣ  |   |   | ୦ | ୧ | ୨ | ୩ | ୪ | ୫ | ୬ | ୭ | ୮ | ୯ |
| U+0B7x                                                                              | ୰ | ୱ | ୲ | ୳ | ୴ | ୵ | ୶ | ୷ |   |   |   |   |   |   |   |   |
| Notas Desde la versión Unicode 13.0 Las áreas grises indican segmentos no asignados |   |   |   |   |   |   |   |   |   |   |   |   |   |   |   |   |